# Marraquexe-Safim
Marraquexe-Safim (em francês: Marrakech-Safi; em árabe: مراكش آسفي; em tifinague: ⵎⵕⵕⴰⴽⵛ ⴰⵙⴼⵉ) é uma região de Marrocos criada pela reforma administrativa de 2015, com capital em Marraquexe. Situa-se no centro do país e engloba uma parte do Alto Atlas.
A região inclui os territórios que formavam a antiga região de Marraquexe-Tensift-Al Haouz e ainda as províncias de Safim e de Youssoufia. Os seus limites são as regiões de Casablanca-Settat a norte, Beni Mellal-Quenifra a leste, Drá-Tafilete a sudeste, Suz-Massa a sul e o oceano Atlântico a oeste.

## Subdivisões administrativas
Ao nível administrativo, Marraquexe-Safim é composta por sete provincias e uma prefeitura (equivalente urbano das províncias), que depois se dividem em 216 comunas (198 rurais e 18 urbanas). As comunas de Marraquexe-Safim constituem cerca de 14% do número total de comunas marroquinas.
| Províncias/ prefeitura | Tipo       | Habitantes (2014) | Área (km²) | Densidade (hab/km²) |
| ---------------------- | ---------- | ----------------- | ---------- | ------------------- |
| Marraquexe             | prefeitura | 1 330 468         | 2 625      | 506,84              |
| Safim                  | província  | 691 983           | 3 633      | 190,47              |
| Al Haouz               | província  | 573 128           | 6 212      | 92,26               |
| El Kelaa des Sraghna   | província  | 537 488           | 4 193      | 128,19              |
| Essaouira              | província  | 450 527           | 6 355      | 70,89               |
| Chichaoua              | província  | 369 955           | 6 872      | 53,84               |
| Rehamna                | província  | 315 077           | 5 877      | 53,61               |
| Youssoufia             | província  | 251 943           | 2 919      | 86,31               |
| Total                  | Total      | 4 520 569         | 39 167     | 115,42              |

Mapas das subdivisões
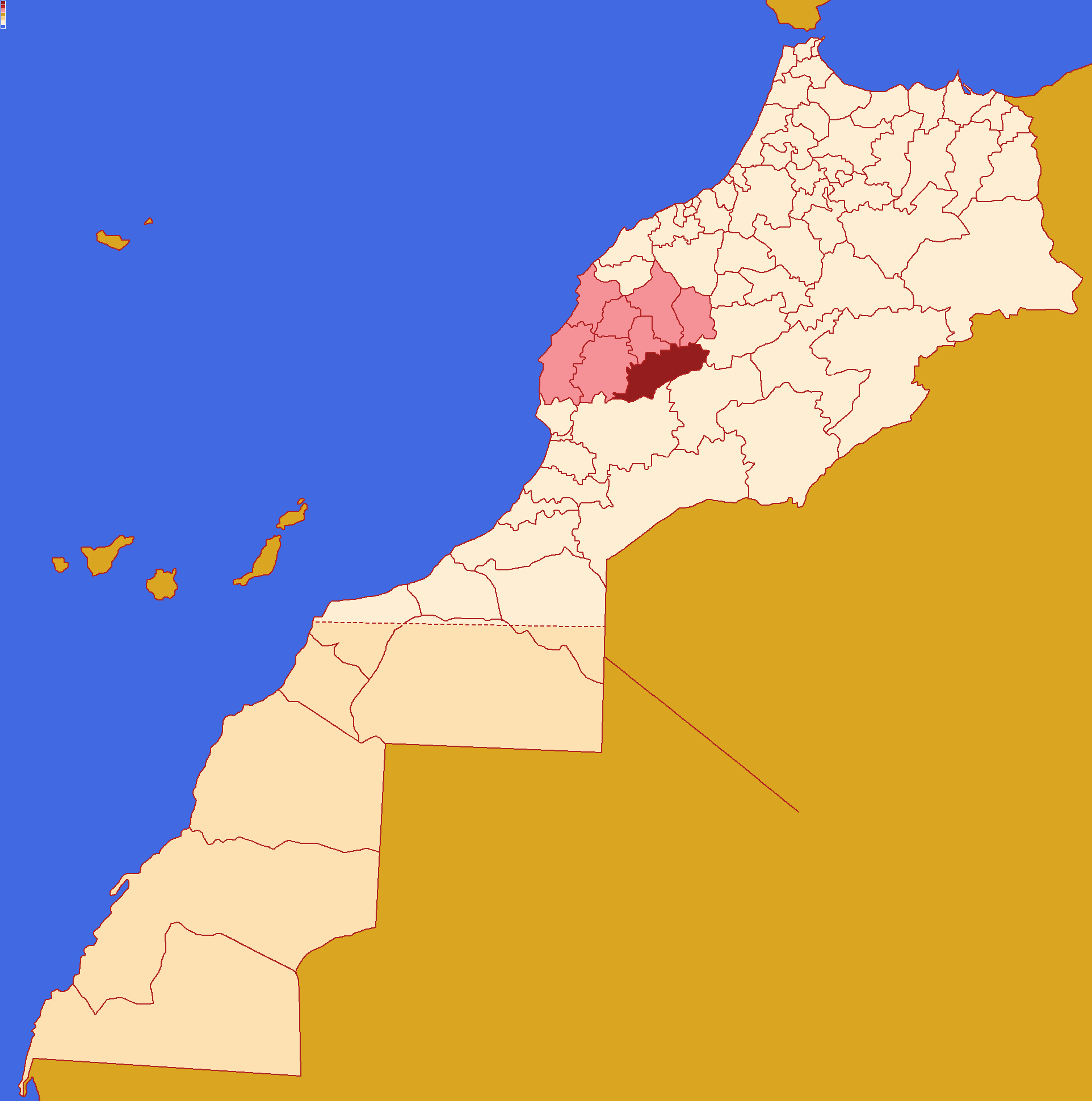
Província de Al Haouz
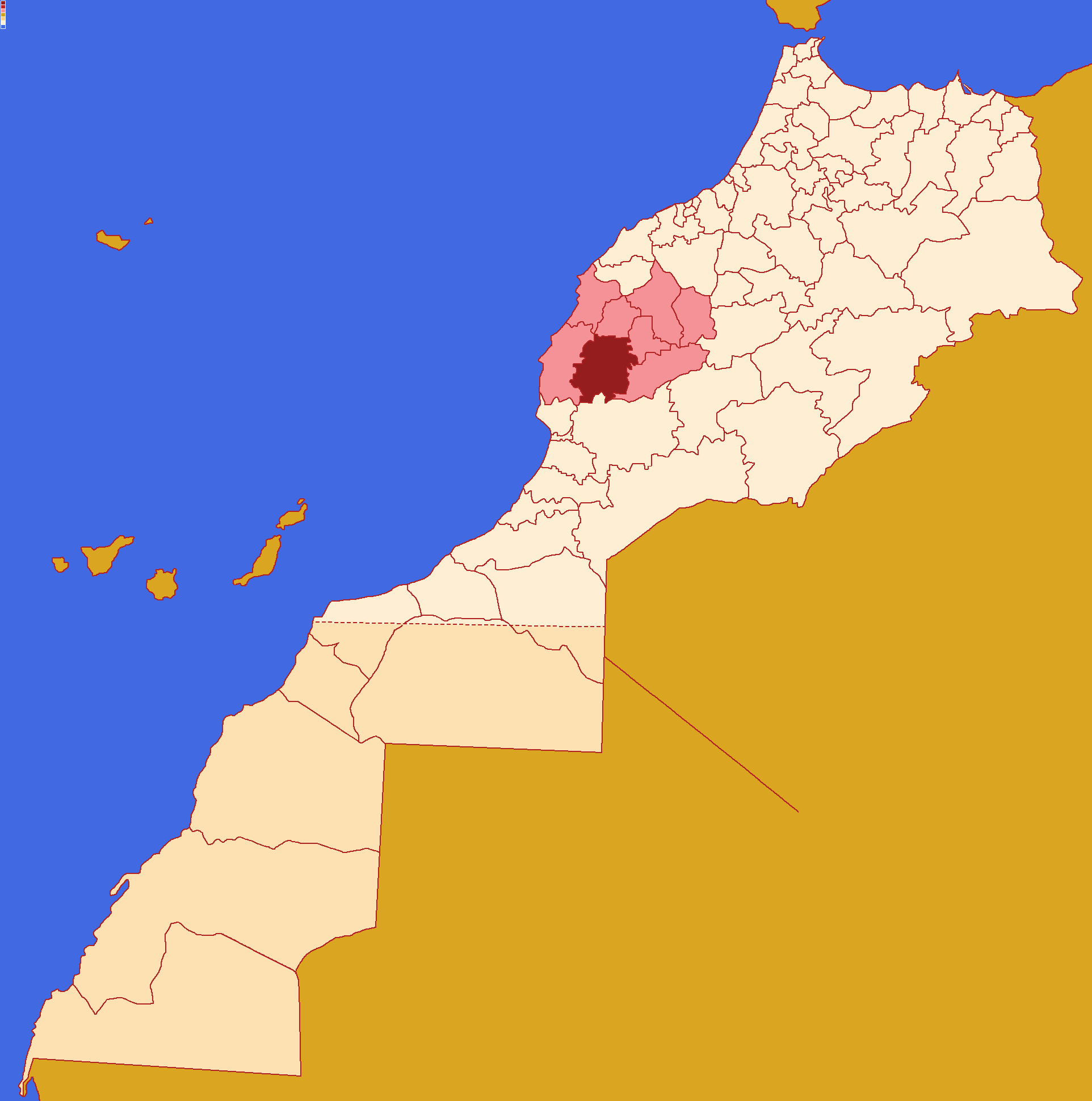
Província de Chichaoua
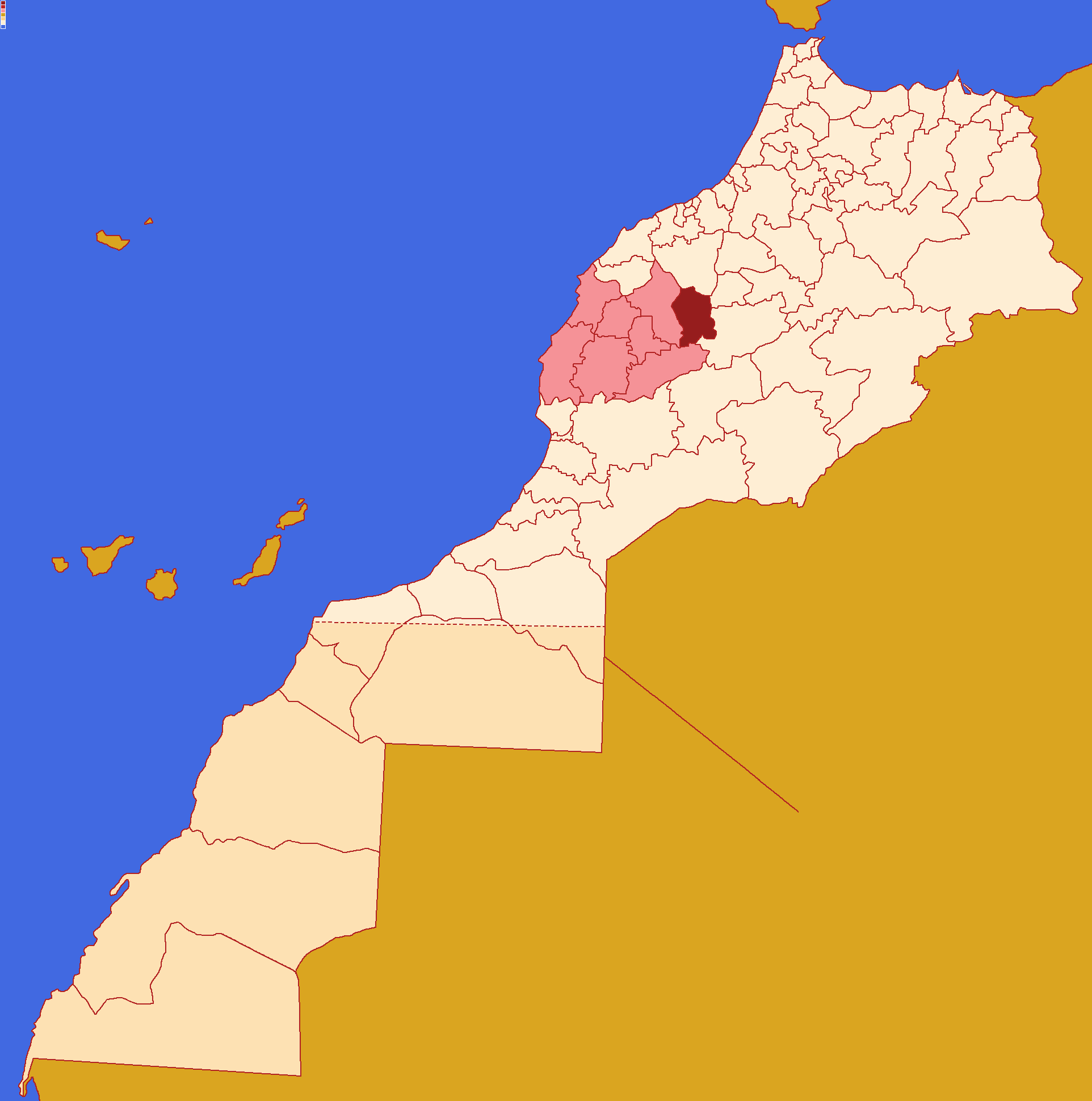
Província de El Kelaa des Sraghna
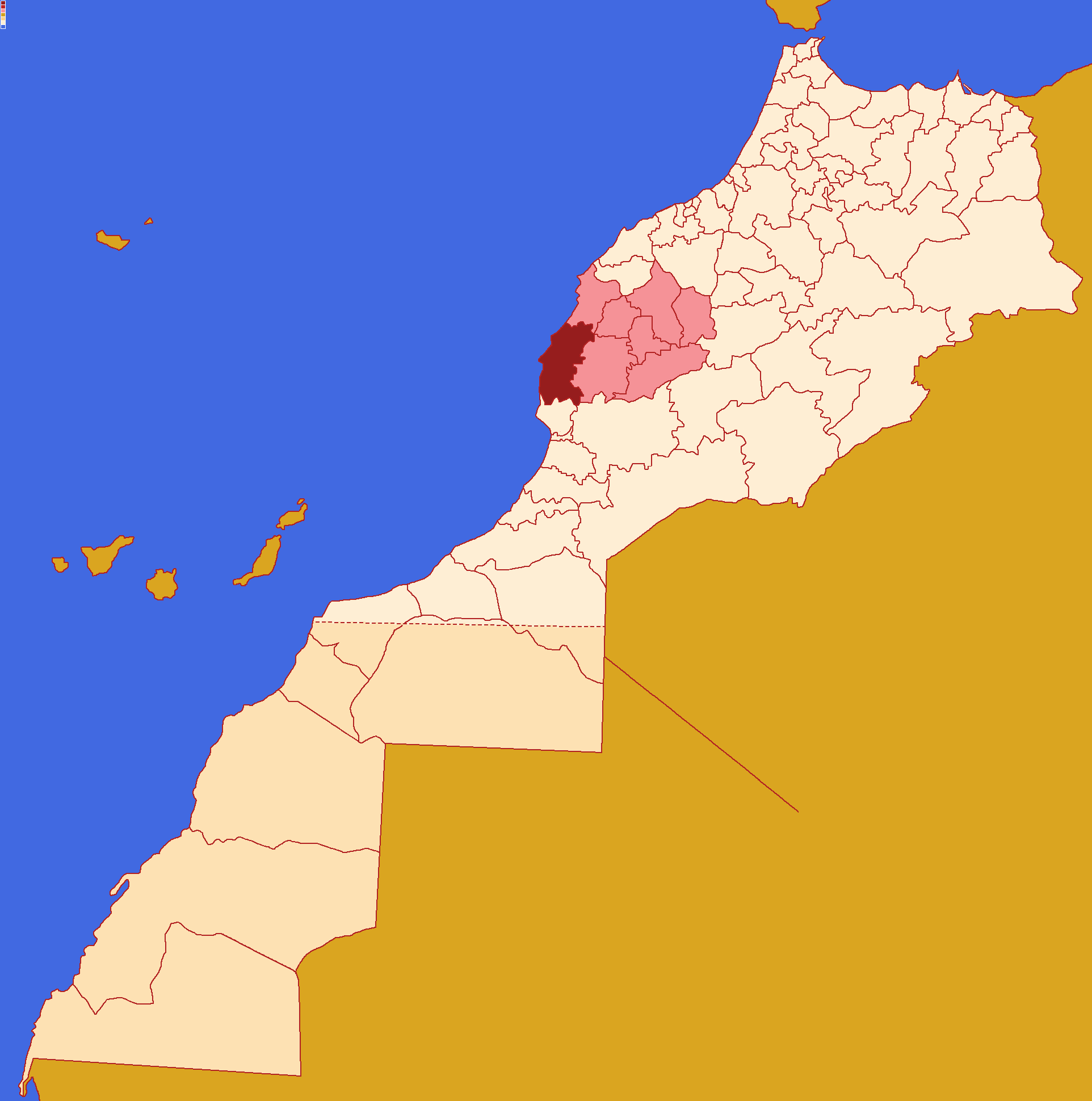
Província de Essaouira
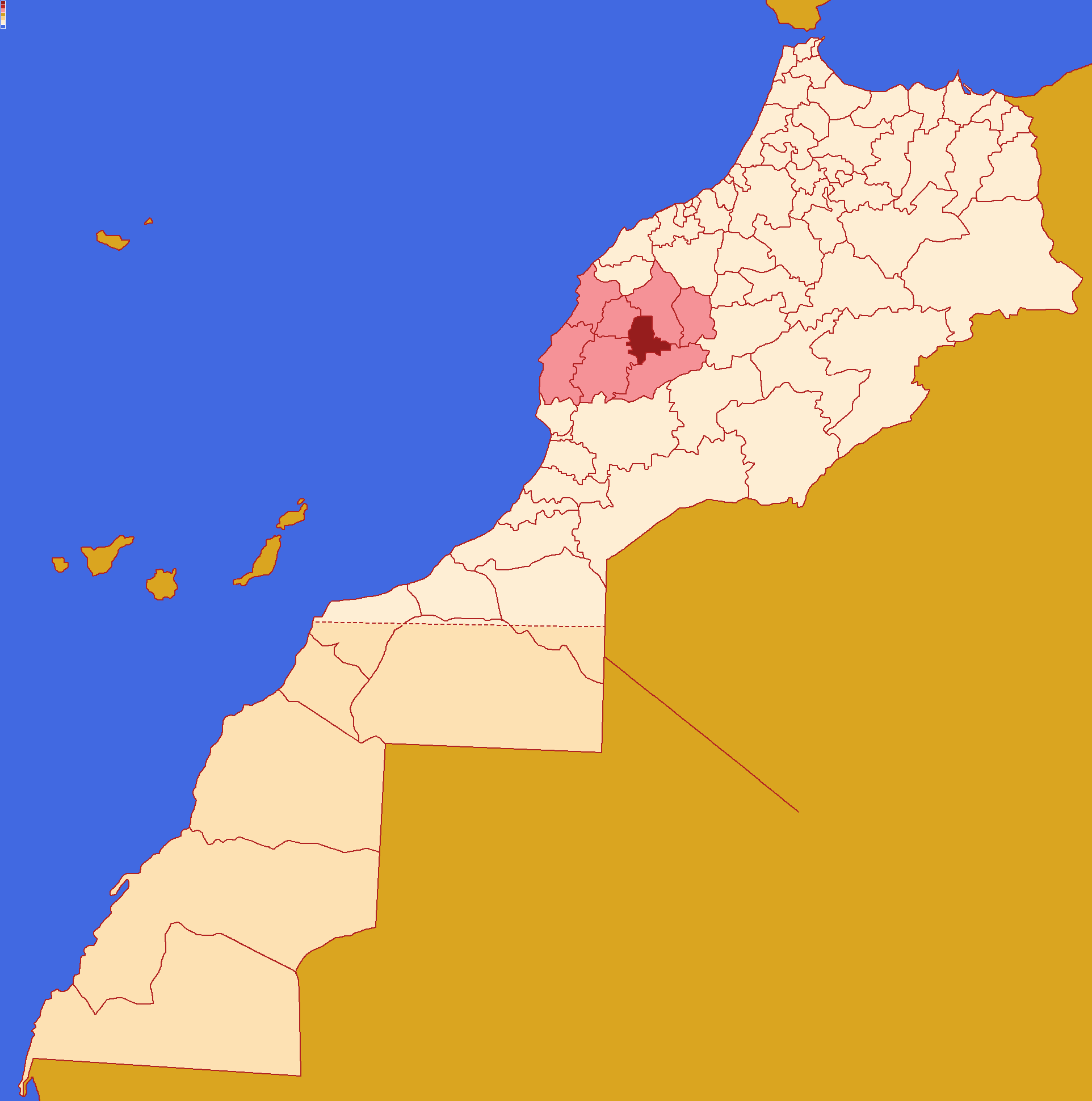
Prefeitura de Marraquexe
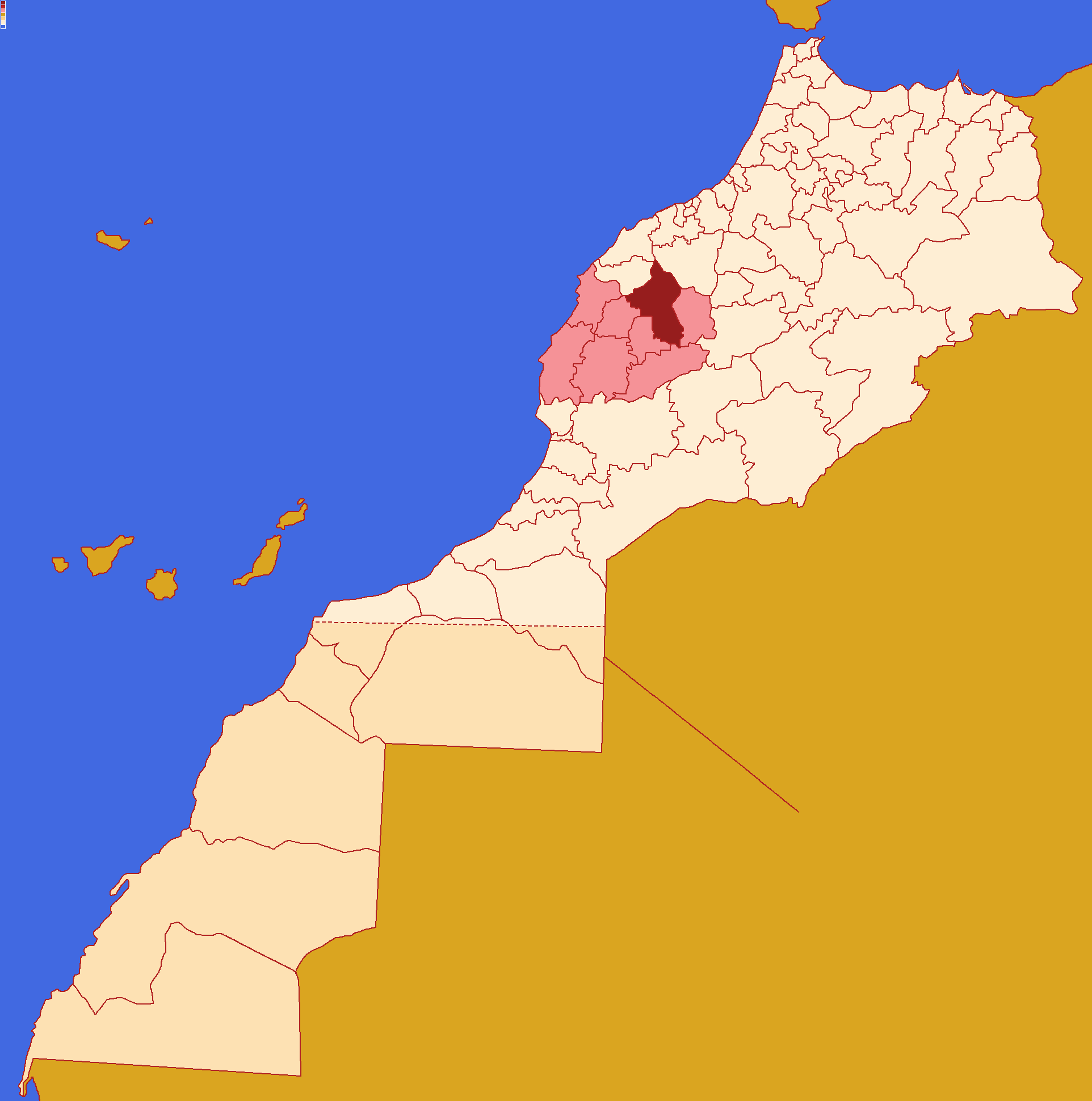
Província de Rehamna
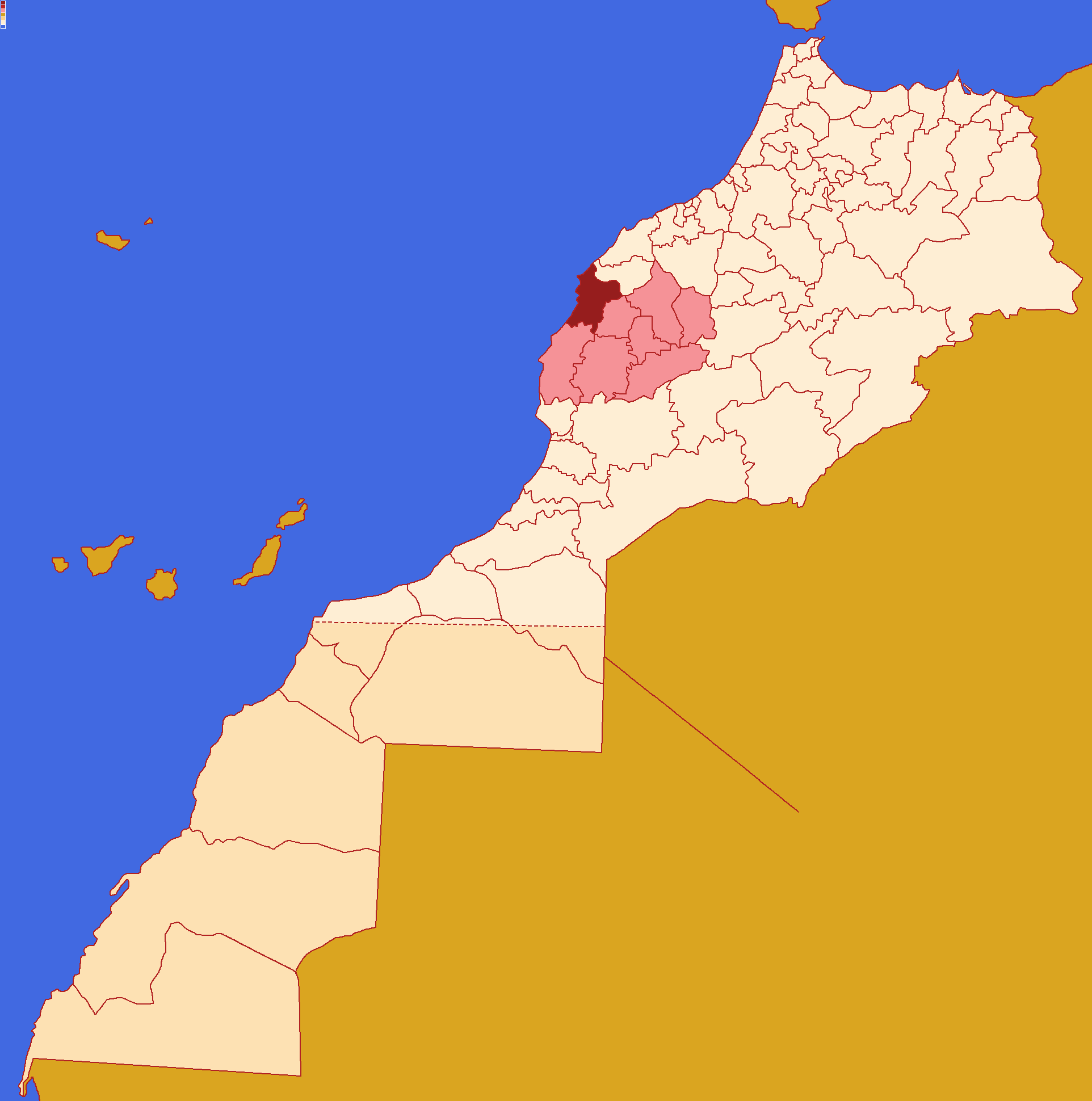
Província de Safim
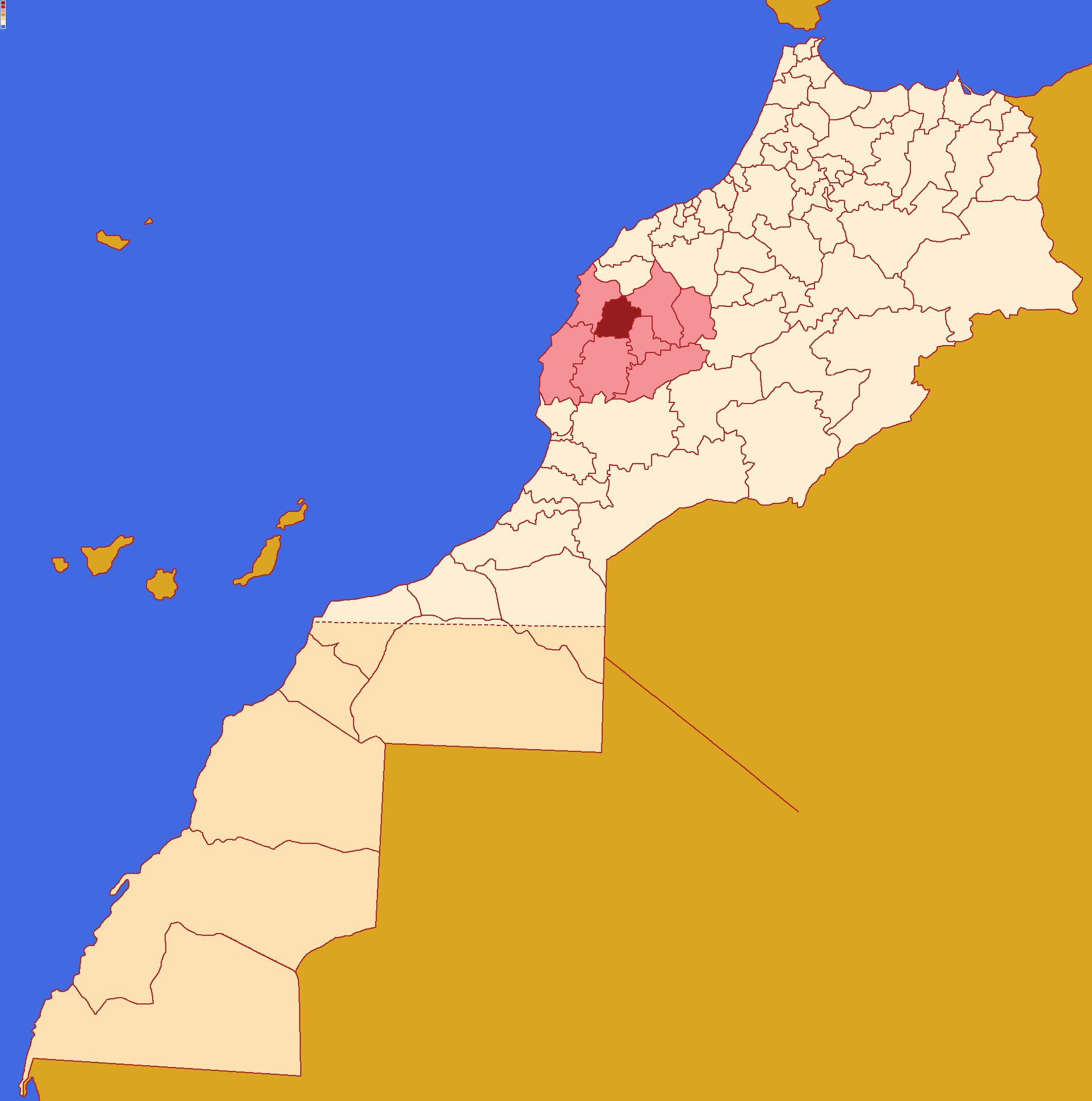
Província de Youssoufia

## Geografia e clima
A região é constituída por 5 zonas naturais:
- A zona do planaltos, que inclui os planaltos de Rehamna e Bahira, cujo relevo e altitude são moderadas.
- A zona de planícies, que inclui as planícies de Haouz, Rehamna, Tassaout e Abda, com bons solos, clima semiárido com influência oceânica, com alto potencial agrícola. No entanto, é pobre em recursos hídricos subterrâneos, existindo apenas alguns aquíferos.
- A zona de bacias, constituída essencialmente pela bacia de Essaouira-Chichaoua, que é composta por depressões e elevações, com terrenos adequados para o cultivo de cereais e pastagens.
- O maciço dos Jbilets, uma zona montanhosa de altitude moderada.
- A zona montanhosa, que inclui parte das montanhas do Alto Atlas, cujo ponto mais alto o Jbel Toubkal, 4 165 m de altitude; é uma área rica em recursos hídricos.

A rede hidrográfica da região inclui uma grande bacia hidrográfica, a do rio Tenerife (Tensift), e parte da bacia hidrográfica do Morbeia (Oum Er Rbia). A rede hidrográfica da província de Essaouira está reduzida a alguns uádis.
As florestas da região ocupam 721 876 hectares, que incluem 65 120 ha que foram reflorestados para proteger e restaurar os solos. A natureza montanhosa da cordilheira Atlas confere-lhe uma vocação pastoral e florestal. O Alto Atlas é o domínio de maciços florestais de carvalho, argânia, tuia e outras coníferas. A área florestal da província de Essaouira tem 275 700 ha e é composta sobretudo por argânias, tuias e juníperos, além de outras espécies. As áreas florestadas das províncias de El Kelaa des Sraghna e de Safim ocupam, respetivamente, 3 000 e 20 696 ha.
O clima da região caracteriza-se pela sua grande amplitude térmica anual (a temperatura máxima média no verão é 37,7 °C e a mínima média no inverno é 4,9 °C). A precipitação é diminuta e irregular, variando de 800 mm anuais nas regiões montanhosas a 190 mm nas planícies; em quase metade da região, a precipitação anual é inferior a 300 mm. O clima sofre influências marítimas do oceano Atlântico e às altitudes muito elevadas do Alto Atlas; em quase toda a região é árido ou semiárido, exceto no Alto Atlas entre as altitudes de 1 500 a 2 000 m, onde é húmido. Acima de 2 500 m é frequente a queda de neve.
Em 2014, a população das zonas urbanas era 1 938 016 habitantes (42,9% do total da região), as zonas rurais tinham 2 582 553 habitantes (57,1% do total).

## Transportes
Em 2014, a rede rodoviária da região tinha 18 144 km, 15 342 km pavimentados e 2 802 km. A autoestrada A3, que liga Casablanca a Agadir, atravessa a região..
A linhas ferroviárias da região têm 140 km de extensão; a região é atravessada pela linha Casablanca-Settat-Marraquexe e a de Ben Guerir-Youssoufia-Safim.
A região tem dois aeroportos, ambos internacionais: o de Marraquexe-Menara (IATA: RAK, ICAO: GMMX), com capacidade para 9 milhões passageiros por ano, e o de Essaouira Mogador (IATA: ESU, ICAO: GMMI).
A costa marítima de Marraquexe-Safim tem 270 km de extensão, cujos dois portos principais — um em Safim, que é o quarto porto comercial de Marrocos, e o porto de pesca de Essaouira.